# آرسنات مس کروم دار
آرسنات مس کروم دار (CCA) یک نگهدارنده چوب است که حاوی ترکیباتی از کروم، مس و آرسنیک به نسبت‌های مختلف است. برای آغشته کردن چوب و سایر محصولات چوبی، به ویژه آنهایی که برای استفاده در فضای باز در نظر گرفته شده‌اند، به منظور محافظت از آنها در برابر حمله میکروب‌ها و حشرات استفاده می‌شود. مانند سایر نگهدارنده‌های چوب بر پایه مس، رنگ مایل به سبزی را به چوب‌های فرآوری شده می‌دهد.
آرسنات مس کروم دار در سال ۱۹۳۳ توسط شیمیدان هندی سونتی کامسام اختراع شد و در سال ۱۹۳۴ در بریتانیا به ثبت رسید. از اواسط دهه ۱۹۳۰ برای درمان چوب استفاده شده‌است، و با نام‌های تجاری بسیاری به بازار عرضه می‌شود.
در سال ۲۰۰۳، آژانس حفاظت از محیط زیست ایالات متحده و صنعت چوب موافقت کردند که استفاده از چوب‌های تصفیه شده با آرسنات مس کروم دار را در اکثر ساخت و سازهای مسکونی متوقف کنند. هدف از این توافق‌نامه حفاظت از سلامت انسان و محیط زیست از طریق کاهش قرار گرفتن در معرض آرسنیک در چوب‌های تیمار شده با آرسنات مس کروم دار بود. در نتیجه این تصمیم، دیگر نمی‌توان از چوب تیمار شده با آرسنات مس کروم دار برای ساخت سازه‌های مسکونی مانند تجهیزات زمین بازی، میزهای پیک نیک، محوطه سازی، نرده‌ها، پاسیوها و راهروها استفاده کرد. مسمومیت حاد به دلیل استفاده نادرست از محصولات درمان شده، به عنوان مثال با سوزاندن، نیز یک نگرانی جدی است. با این وجود، آرسنات مس کروم دار یک گزینه محبوب و مقرون به صرفه برای ساختن الوارهای فاسد شدنی، مانند کاج کاشته شده در مزارع، برای کاربردهایی مانند تیرها، شمع بندی، سازه‌های نگهدارنده و غیره باقی می‌ماند.